# Orbea melanantha
Orbea melanantha är en oleanderväxtart som först beskrevs av Schltr, och fick sitt nu gällande namn av P.V. Bruyns. Orbea melanantha ingår i släktet Orbea och familjen oleanderväxter. Inga underarter finns listade i Catalogue of Life.